# Thracia myopsis
Thracia myopsis är en musselart som beskrevs av Møller 1842. Thracia myopsis ingår i släktet Thracia och familjen Thraciidae. Inga underarter finns listade i Catalogue of Life.